# Carol Zhao
Carol Zhao (20 juni 1995) is een tennisspeelster uit Canada.
Zhao begon op vijfjarige leeftijd in China met tennis. Toen ze zeven jaar oud was emigreerde haar familie naar Canada. Tussen september 2010 en augustus 2013 woonde ze in Montreal om deel te nemen aan het National Training Centre.
Zhao speelt voor het team van de Stanford-universiteit, Californië.
In 2013 won zij samen met de Kroatische Ana Konjuh het meisjesdubbelspeltoernooi van het Australian Open.
In 2018 speelde zij op alle vier grandslamtoernooien op het kwalificatietoernooi, maar kwam daar nooit verder dan de eerste ronde.